# Hyalarcta huebneri
Hyalarcta huebneri är en fjärilsart som beskrevs av John Obadiah Westwood 1854. Hyalarcta huebneri ingår i släktet Hyalarcta och familjen säckspinnare. Inga underarter finns listade i Catalogue of Life.